# Titularbistum Quaestoriana
Das Bistum Quaestoriana (lateinisch Dioecesis Quaestorianensis, italienisch diocesi di Questoriana) ist ein untergegangenes Bistum der römisch-katholischen Kirche und heute ein Titularbistum. 
Es befand sich in der römischen Provinz Byzacena.
| Titularbischöfe von Quaestoriana |                                                  |                                             |                 |                  |
| Nr.                              | Name                                             | Amt                                         | von             | bis              |
| 1                                | Jean Chabbert OFM Titularerzbischof pro hac vice | Koadjutorerzbischof von Rabat (Marokko)     | 13. April 1967  | 15. Juni 1968    |
| 2                                | Joseph Carroll                                   | Weihbischof in Dublin (Irland)              | 4. Oktober 1968 | 29. Februar 1992 |
| 3                                | Michael Neary                                    | Weihbischof in Tuam (Irland)                | 20. Mai 1992    | 17. Januar 1995  |
| 4                                | Manuel Valarezo Luzuriaga OFM                    | Apostolischer Vikar von Galápagos (Ecuador) | 22. April 1996  |                  |